# Taking Woodstock
Taking Woodstock is een Amerikaanse speelfilm uit 2009.

## Verhaal
Het is 1969. Elliot Tiber leeft en werkt in Greenwich Village, Manhattan tussen hippies, kunstenaars en ander vrijgevochten volk. Totdat hij noodgedwongen terug moet keren naar zijn geboortestadje El Monaco, waar zijn ouders het familiepension bijna te gronde hebben gericht. Wanneer hij te horen krijgt dat het in het buurdorp geplande popfestival Woodstock niet door dreigt te gaan, biedt Tiber producer Michael Lang het pension aan en brengt hij Lang in contact met een plaatselijke boer die een enorme lap grond in de aanbieding heeft. Met de hulp van zijn vrienden en dorpsgenoten wachten ze een half miljoen mensen op dat onderweg is naar het festival van drie dagen vrede en muziek. Zo komt Tiber terecht in een beleving die zijn leven - en een stukje cultuur - voorgoed verandert.

## Rolverdeling
- Demetri Martin - Elliot Tiber
- Imelda Staunton - Sonia Teichberg
- Henry Goodman - Jake Teichberg
- Liev Schreiber - Vilma
- Jonathan Groff - Woodstock organisator
- Eugene Levy - Max Yasgur
- Emile Hirsch - Billy
- Paul Dano - hippie
- Kelli Garner - hippie
- Jeffrey Dean Morgan - Dan
- Mamie Gummer - Tisha
- Dan Fogler - Devon
- Skylar Astin - John P. Roberts
- Adam LeFevre - Dave
- Kevin Chamberlin - Jackson Spiers
- Damian Kulash - hippie